# Васильчиково (деревня, Владимирская область)
Васильчиково — деревня в Гороховецком районе Владимирской области России, входит в состав Денисовского сельского поселения.

## География
Деревня расположена в 22 км на восток от центра поселения посёлка Пролетарский и в 19 км на юго-запад от Гороховца, в 5 км от ж/д станции Чулково на  линии Ковров — Нижний Новгород. 

## История
В XIX — первой четверти XX века деревня входила в состав Кожинской волости Гороховецкого уезда, с 1926 года — в составе Гороховецкой волости Вязниковского уезда. В 1859 году в деревне числилось 19 дворов, в 1905 году — 35 дворов, в 1926 году — 32 двора.
С 1929 года деревня входила в состав Беркуновского сельсовета Гороховецкого района, с 1940 года — в составе Чулковского сельсовета, с 2005 года в составе Денисовского сельского поселения.

## Население
| 1859 | 1905 | 1926 | 2002 | 2010 | 2021 |
| ---- | ---- | ---- | ---- | ---- | ---- |
| 146  | ↗214 | ↘131 | ↘2   | ↘0   | →0   |